# September Song
September Song is een nummer van de Britse zanger JP Cooper uit 2017. Het is de tweede single van zijn debuutalbum Raised Under Grey Skies.
Het nummer, dat gaat over een tienerliefde, werd een hitje in Europa. De plaat had het meeste succes in JP Coopers thuisland het Verenigd Koninkrijk, waar het de 7e positie behaalde. In de Nederlandse Top 40 haalde het de 13e positie, en in de Vlaamse Ultratop 50 de 17e.